# Acuera
Gli Acuera erano un popolo Timucua che fiorì nel nord della Florida centrale nel XVI secolo ma scomparve in circa un centinaio di anni, forse a causa delle malattie portate dagli esploratori e dai missionari più tardi. Essi vivevano principalmente lungo il fiume Ocklawaha e il suo bacino attorno al Lago Apopka. 
La loro esistenza fu notata dagli europei nell'aprile del 1564 quando una spedizione di Ugonotti Francesi sotto René Goulaine de Laudonnière salì St. Johns alla foce del fiume Ocklawaha e trovò diversi villaggi fortificati. La gente era descritta come "splendidi esemplari fisici" che curavano i campi, il pesce in abbondanza e il gioco. La loro religione sembra essere basata su le Stelle e la Luna, il Sole era riconosciuto come la divinità principale. Ogni primavera, l'Acuera teneva una cerimonia speciale in onore di questo dio supremo e per le offerte ricevute. 
Nel 1566, la Spagna inviò Pedro Menéndez de Avilés per sradicare il punto d'appoggio francese in Florida. Questo incluse anche una spedizione fino St. Johns, dove i suoi uomini notarono i villaggi Acuera. Ma la tribù era ostile a loro, essi erano intenti a impedire alla spedizione di sorpassare lo stretto del Lago George vicino alla moderna Astor. Non solo hanno posto ostacoli con ceppi in acqua, ma hanno anche tirato delle frecce con l'arco che hanno costretto la spedizione a ritornare a St. Augustine.
I sacerdoti spagnoli erano riusciti a penetrare più a fondo nel villaggio Acuera, perché la Chiesa cattolica istituì alcune missioni intorno agli Acuera dal 1616. Tra queste, la missione di San Luis e Santa Lucia, dove gli indigeni sono stati incoraggiati a smettere di avere una semplice sussistenza in favore a divenire contadini a pieno tempo. Questi sacerdoti portarono anche nuove malattie alla remota tribù, decimando il loro numero fino a quando non furono costretti ad abbandonare le missioni del tutto dal 1675.